# Serra de Daró (kommun)
Serra de Daró är en kommun i Spanien.   Den ligger i provinsen Província de Girona och regionen Katalonien, i den östra delen av landet, 600 km öster om huvudstaden Madrid. Antalet invånare är 208. Arean är 7,9 kvadratkilometer. Serra de Daró gränsar till Verges, La Tallada d'Empordà, Fontanilles, Ullastret, Parlavà och Ultramort. 
Terrängen i Serra de Daró är mycket platt.